# 爆笑問題の比較Qイズ!!
爆笑問題の比較Qイズ!!（ばくしょうもんだいのひかくくいず!!）は、日本テレビ系列で2005年12月26日23:00～24:00（JST）で放送されたクイズ番組である。

## 概要
- 予め、解答者の4人は抽選で助っ人を1人選択。その人とペアになってクイズに挑む。（1度だけ、任意で助っ人を変更出来る機会が設けられた）
- ある事柄を多方面から比較した問題が出題される。
- 4組は、回転する解答台の上に乗っており、自分のペアが正面に来た時だけ答えられる
- ボーナスチャンスでは、2択クイズを数問連続で出題。1問ごとに賞金額が上がっていくが、間違えると終了となる。

## 出演者

### 司会
- 田中裕二（爆笑問題）
- 内藤剛志

### 解答者
- 小倉優子
- 黒沢年雄
- 大沢あかね
- 劇団ひとり

### 助っ人
- 太田光（爆笑問題）
- 高木希世子
- 諸星裕
- 光浦靖子
- 蛭子能収

### ナレーション
- 小林清志

## スタッフ
- 構成：山谷隆、小野高義、桜井慎一、石塚祐介/野口悠介
- リサーチ：宇津木瞳子（ジーワン）
- TM（テクニカルマネージャー）：福王寺貴之
- SW（スイッチャー）：三井隆裕
- CAM（カメラマン）：榎本丈之
- 音声：池田正義
- 映像調整：守屋誠一
- 照明 : 鈴木道隆
- 美術：石附千秋
- 装置：末広誠司
- 装飾：中村善久
- 電飾：西本敬
- メイク：吉澤由美子
- タイトルロゴデザイン：安居院一展
- VTR編集：藤田信（オムニバス・ジャパン）
- MA：柳川久子（オムニバス・ジャパン）
- 音効：高取謙（KRエンタープライズ）
- TK（タイムキーパー）：大岡伸江
- 演出補：渡辺学
- デスク：櫛山照美
- ディレクター：鈴木守/石塚宏充、八木信人、日野力
- 演出：三浦伸介
- プロデューサー：竹内尊実/神尾育代、道下綾子、小林宏充、細越貴子、浜田和宏
- チーフプロデューサー : 菅賢治
- 制作協力：NCV、オフィスぼくら
- 制作著作：日本テレビ